# Museo militare della rivoluzione popolare cinese
Il Museo militare della rivoluzione popolare cinese, anche semplicemente noto come Museo militare (in cinese: 中国人民革命军事博物馆S, Zhōngguó rénmín gémìng jūnshì bówùguǎnP), è un museo militare nazionale della Cina situato a Pechino, nel distretto di Haidian.

## Storia
Inserito nella lista dei Dieci grandi edifici eretti per celebrare il decimo anniversario della fondazione della Repubblica Popolare Cinese, il museo è stato ufficialmente istituito il 21 settembre 1958 mentre i lavori di realizzazione sono stati avviati nell'ottobre successivo. L'edificio è stato completato nel luglio 1959 e, dopo una pre-apertura interna nell'ottobre 1959, il museo è stato aperto al pubblico a partire dall'agosto 1960. Già il 12 marzo 1959, venne ufficialmente intitolato Museo militare della rivoluzione popolare cinese da parte della Commissione militare centrale del Partito Comunista Cinese. L'inaugurazione avvenne alla presenza del Presidente Mao Zedong, il quale iscrisse il nome del museo e lo inaugurò il 1° agosto 1960, giornata nazionale delle forze armate cinesi.
L'edificio è stato costruito secondo lo stile architettonico sovietico dell'epoca, proprio come altri edifici costruiti nello stesso periodo. Tuttavia, a differenza degli altri, che hanno una stella a cinque punte sulla sommità della torre principale, la torre del Museo Militare è sormontata dall'emblema dell'Esercito Popolare di Liberazione cinese.
Dal 1º marzo 2008, il museo militare ha inserito l'ingresso gratuito per i visitatori, diventando il primo museo nazionale a ingresso gratuito di Pechino. Nel luglio 2010, con l'approvazione del Comitato Centrale del Partito Comunista Cinese e della Commissione militare centrale, è stato ufficialmente avviato un progetto di ristrutturazione e ampliamento dell'edificio espositivo del museo. La superficie dell’edificio è stata ampliata da 60.000 m² a 150.000 m², mentre l’area espositiva è passata da oltre 30.000 m² a quasi 70.000 m².

## Esposizione

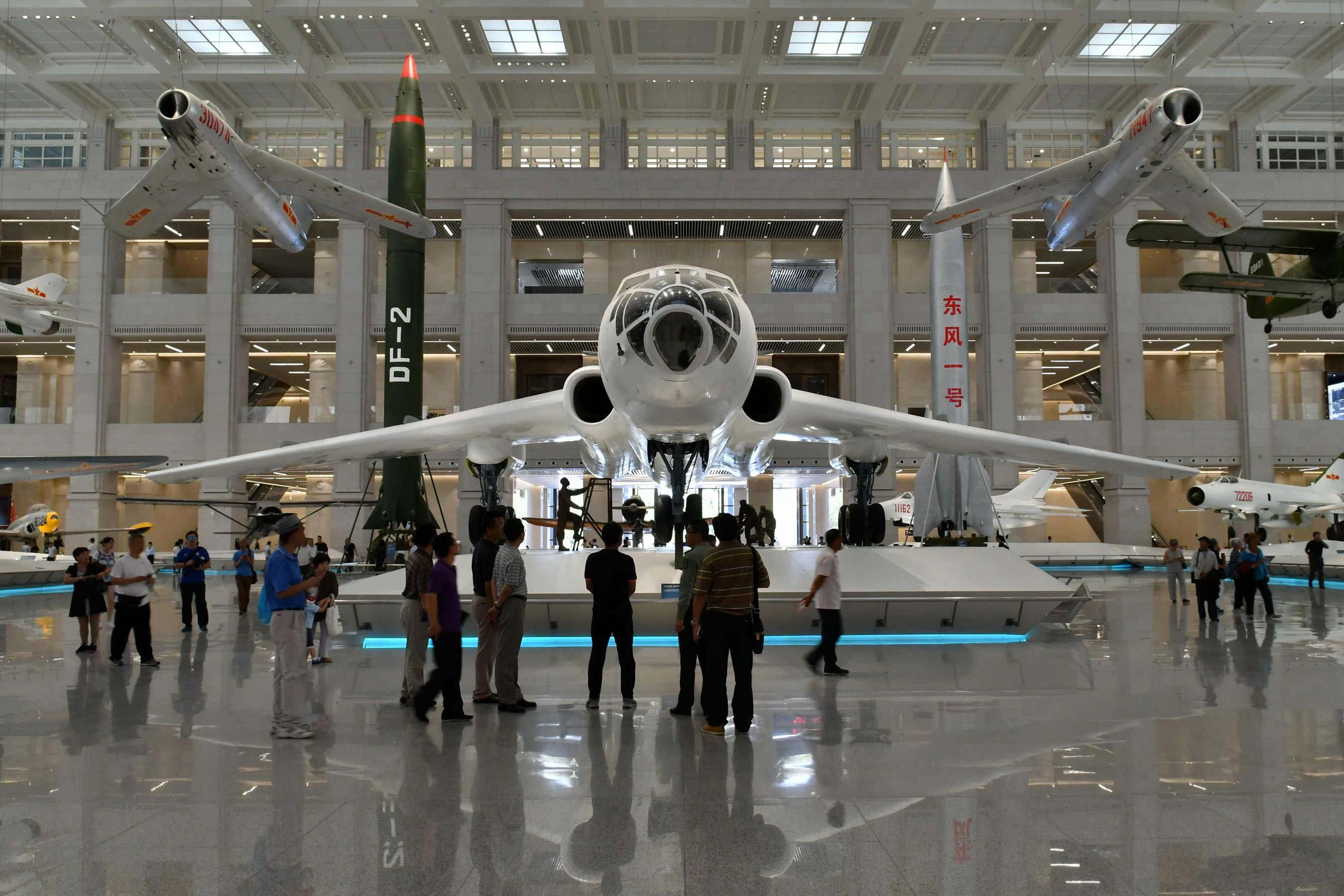
Un velivolo militare esposto nel Museo militare della rivoluzione popolare cinese.

Il museo è strutturato in quattro piani e comprende dieci sale totali, delle quali la più grande è la Sala delle Armi. La vasta collezione della sala include armi antiche e moderne, tra cui spade, armi da fuoco, artiglieria, carri armati, veicoli blindati, armi anti-aeree, caccia a reazione, razzi, lanciatori di razzi e missili da crociera. Tra le armi straniere figurano carri armati sovietici acquistati o donati negli anni '50 e '60, armi giapponesi catturate durante la Seconda guerra sino-giapponese, armi americane catturate dal Kuomintang durante la guerra civile cinese e dalle forze dell'ONU durante la guerra di Corea. Inoltre, la Sala delle Armi espone attrezzature del programma spaziale cinese, come satelliti e una capsula orbitale a due posti.
Le altre sale sono principalmente adibite a esposizioni storiche, mostrando sculture in gesso, mappe, dipinti, reperti, filmati e targhe (in cinese, con alcune tradotte in inglese). 
Le altre nove sale includono:
- La Sala della Guerra della rivoluzione agraria: espone materiale riguardante i conflitti tra il Partito Comunista Cinese e il Kuomintang tra il 1927 e il 1937.
- La Sala della Guerra di resistenza contro l'aggressione giapponese: espone materiale riguardante la guerra sino-giapponese del 1937-1947.
- La Sala della Guerra di liberazione della Cina: espone materiale riguardante il periodo della guerra civile cinese dal 1945 al 1949.
- La Sala delle guerre antiche: espone materiale riguardante le guerre interne ed esterne nei 4.000 anni precedenti alla dinastia Qing.
- La Sala delle guerre moderne: espone materiale riguardante le guerre interne ed esterne tra il 1940 e il 1949.
- La Sala della difesa nazionale e della costruzione dell'esercito: espone materiale riguardante le realizzazioni e sviluppi militari moderni dal 1949.
- La Sala della Guerra di resistenza contro l'aggressione degli Stati Uniti e di aiuto alla Corea: espone materiale riguardante il coinvolgimento della Cina nella guerra di Corea.
- La Sala dei regali: espone doni ricevuti dall'esercito o dallo stato cinese da eserciti o stati stranieri.
- La Sala delle arti scultoree di Cheng Yunxian: espone riproduzioni in gesso di sculture di leader mondiali, figure storiche, leader del Partito Comunista Cinese e scienziati realizzate da Cheng Yunxian.

### Velivoli, carri armati, blindati e missili in esposizione

#### Velivoli
- Soviet Mig-15 Bis
- Nanchang Q-5
- Mig-15UTI
- AN-2
- Xian H-6
- Tu-2
- P-51 Mustang
- Shenyang J-8
- Shenyang J-6
- Mig-15 (riverniciato con gli emblemi dell'aviazione nordcoreana)
- Chengdu J-7
- F-86 Sabre (guidato da un pilota disertore nel 1963)
- P-80 shooting star
- Tachikawa Ki-55
- De Havilland Canada DHC-2 Beaver
- U-2 Spyplane abbattuto
- Shenyang JJ-6/FT-6

#### Carri armati e blindati
- M46 Patton (catturato durante la battaglia di Hoengsong)[9]
- T-62 545 (catturato durante il conflitto sino-sovietico)
- T 34-85
- M42 Duster
- Type 95 So-ki
- M5 Stuart
- CV33
- LVT(A)-4
- M24 Chaffee
- Type 97 Chi-Ha
- M44 semovente
- M4 Sherman
- M4A3E8 Sherman
- LVT
- M36 Jackson
- Type 62
- M29 Weasel
- Oxford Mk1
- Universal carrier
- Type 59D
- Type 63
- Type 63 AFV
- M-8 Greyhound

#### Missili
- Hy-1 Anti-ship Missile
- Dongfeng 1 (SS-2)
- Dongfeng 2 (CSS-1)
- Sa-2 SAM

## Cronologia dei direttori del museo
1. Maggior generale Jia Ruoyu (aprile 1960－marzo 1973)
2. Zhang Jinghua (marzo 1973－luglio 1975)
3. Liu Han (luglio 1975－settembre 1983)
4. Zhao Gong (settembre 1983－ottobre 1985)
5. Maggior generale Qin Xinghan (ottobre 1985－febbraio 1992)
6. Maggior generale Wang Yihan (febbraio 1992－luglio 1993)
7. Maggior generale Yuan Wei (luglio 1993－luglio 2002)
8. Maggior generale Guo Dehe (luglio 2002－maggio 2005)
9. Maggior generale Chen Shifu (maggio 2005－maggio 2013)
10. Maggior generale Kong Lingyi (maggio 2013－giugno 2014)
11. Maggior generale Dong Changjun (giugno 2014－presente)[10]

## Trasporti
- /  /  − raggiungibile tramite la stazione di Museo Militare della linea 1, linea 9 e linea Fangshan della metropolitana di Pechino.